# Австроцедрус
{{#ifeq:0|0|{{#if:|{{#if:Austrocedruschilensis|[[]}}|}}}}
Австроцедрус (Austrocedrus — «південний кедр») — вид хвойних дерев родини кипарисові, єдиний вид свого роду. Росте виключно у вальдивійських лісах та прилеглих гірських лісах південної Чилі та західної Аргентини. Рід входить до підродини Callitroideae, характерної до Південної півкулі та тісно пов'язаний з новозеландським та новокаледонським родом лібоцедрус (Libocedrus), деякі ботаніки навіть включають ці роди до одного роду (так само як і інший південноамериканський рід пільгеродендрон, Pilgerodendron).